# Puchar Świata w skokach narciarskich w Chamonix
Puchar Świata w skokach narciarskich w Chamonix po raz pierwszy rozegrano w sezonie 1980/81. Na skoczni Tremplin aux Bossons najlepszym okazał się Norweg Roger Ruud. Na następne zawody Pucharu Świata w Chamonix czekano do sezonu 1985/86. Wtedy to triumfował fiński skoczek Pekka Suorsa. Rok później zwyciężył tu reprezentant Czechosłowacji, Martin Švagerko. Następne zawody o Kryształową Kulę rozegrano w Chamonix w sezonie 1988/89. Konkurs zakończył się wygraną Jana Boklöva ze Szwecji. Na Tremplin aux Bossons najlepsi skoczkowie świata powrócili w sezonie 1995/96. W pierwszym konkursie zwyciężył Fin Ari Pekka Nikkola, a w drugim Hiroya Saitō z Japonii. Ostatni, do tej pory, raz zawody Pucharu Świata w Chamonix rozegrano w grudniu 1998. Konkursy zakończyły się wygranymi Martina Schmitta z Niemiec i Janne Ahonena z Finlandii.

## Medaliści konkursów PŚ w Chamonix
| Lp | Data             | Skocznia             | K   | Uwagi | 1 miejsce         | 2 miejsce          | 3 miejsce        |
| -- | ---------------- | -------------------- | --- | ----- | ----------------- | ------------------ | ---------------- |
| 1. | 26 lutego 1981   | Tremplin aux Bossons | K95 | -     | Roger Ruud        | Jon Eilert Bøgseth | Ernst Vettori    |
| 2. | 23 grudnia 1985  | Tremplin aux Bossons | K95 | -     | Pekka Suorsa      | Jens Weißflog      | Frédéric Berger  |
| 3. | 21 grudnia 1986  | Tremplin aux Bossons | K95 | -     | Martin Švagerko   | Olav Hansson       | Primož Ulaga     |
| 4. | 28 stycznia 1989 | Tremplin aux Bossons | K95 | -     | Jan Boklöv        | Roberto Cecon      | Josef Heumann    |
| 5. | 16 grudnia 1995  | Tremplin aux Bossons | K95 | -     | Ari Pekka Nikkola | Janne Ahonen       | Ralf Gebstedt    |
| 6. | 17 grudnia 1995  | Tremplin aux Bossons | K95 | -     | Hiroya Saitō      | Ari Pekka Nikkola  | Masahiko Harada  |
| 7. | 5 grudnia 1998   | Tremplin aux Bossons | K95 | -     | Martin Schmitt    | Janne Ahonen       | Kazuyoshi Funaki |
| 8. | 6 grudnia 1998   | Tremplin aux Bossons | K95 | -     | Janne Ahonen      | Kazuyoshi Funaki   | Martin Schmitt   |

## Najwięcej razy na podium w konkursach indywidualnych[1]
| Miejsce | Zawodnik          | Zwycięstwa | 2. miejsca | 3. miejsca |
| ------- | ----------------- | ---------- | ---------- | ---------- |
| 1.      | Janne Ahonen      | 1          | 2          | 0          |
| 2.      | Ari Pekka Nikkola | 1          | 1          | 0          |
| 3.      | Martin Schmitt    | 1          | 0          | 1          |

## Najwięcej razy na podium według państw[2]
| Miejsce | Państwo        | Zwycięstwa | 2. miejsca | 3. miejsca | Łącznie |
| ------- | -------------- | ---------- | ---------- | ---------- | ------- |
| 1.      | Finlandia      | 3          | 3          | 0          | 6       |
| 2.      | Norwegia       | 1          | 2          | 0          | 3       |
| 3.      | NRD/ Niemcy    | 1          | 1          | 3          | 5       |
| 4.      | Japonia        | 1          | 1          | 2          | 4       |
| 5.      | Szwecja        | 1          | 0          | 0          | 1       |
| 5.      | Czechosłowacja | 1          | 0          | 0          | 1       |
| 7.      | Włochy         | 0          | 1          | 0          | 1       |
| 8.      | Francja        | 0          | 0          | 1          | 1       |
| 8.      | Jugosławia     | 0          | 0          | 1          | 1       |
| 8.      | Austria        | 0          | 0          | 1          | 1       |